# مایک اسنو
مایک اسنو (انگلیسی: Miike Snow) نام یک گروه موسیقی سوئدی است که در سال ۲۰۰۷ تشکیل شد. ترانه چنگیز خان از این گروه معروف است.